# Serdar Yağlı
Serdar Yağlı (* 1. Januar 1978 in Kırıkkale) ist ein ehemaliger türkischer Boxer und Teilnehmer der Olympischen Sommerspiele 1996 in Atlanta.

## Karriere
Serdar Yağlı gewann eine Bronzemedaille im Bantamgewicht bei der Junioren-Europameisterschaft 1995 in Siófok und erreichte 1996 das Viertelfinale bei der Europameisterschaft in Vejle, nachdem er gegen den Engländer David Burke unterlegen war. Bei den Olympischen Sommerspielen 1996 in Atlanta verlor er in der Vorrunde des Federgewichts mit 8:9 gegen Josian Lebon aus Mauritius.
1997 gewann er mit einem Finalsieg gegen den Algerier Noureddine Medjehoud die Mittelmeerspiele in Bari und startete bei der Weltmeisterschaft 1997 in Budapest, wo er in der zweiten Vorrunde des Leichtgewichts gegen Orasmuhamed Byashimov aus Turkmenistan unterlag.
Bei der Weltmeisterschaft 1999 in Houston schied er im Viertelfinale mit 7:8 gegen den späteren russischen Vize-Weltmeister Alexander Stepjanow aus.